# Graham Coughlan
Graham Coughlan (Dublino, 18 novembre 1974) è un allenatore di calcio ed ex calciatore irlandese, di ruolo difensore, tecnico del Newport County.

## Palmarès

### Giocatore

#### Competizioni nazionali
- Scottish First Division: 1

Livingston: 2000-2001
- Campionato inglese di quarta divisione: 1

Plymouth: 2001-2002
- Football League One: 1

Plymouth: 2003-2004

### Individuale
- Squadra dell'anno della PFA: 1

2001-2002 (Division Three), 2003-2004 (Division Two)